# 泾渭分明

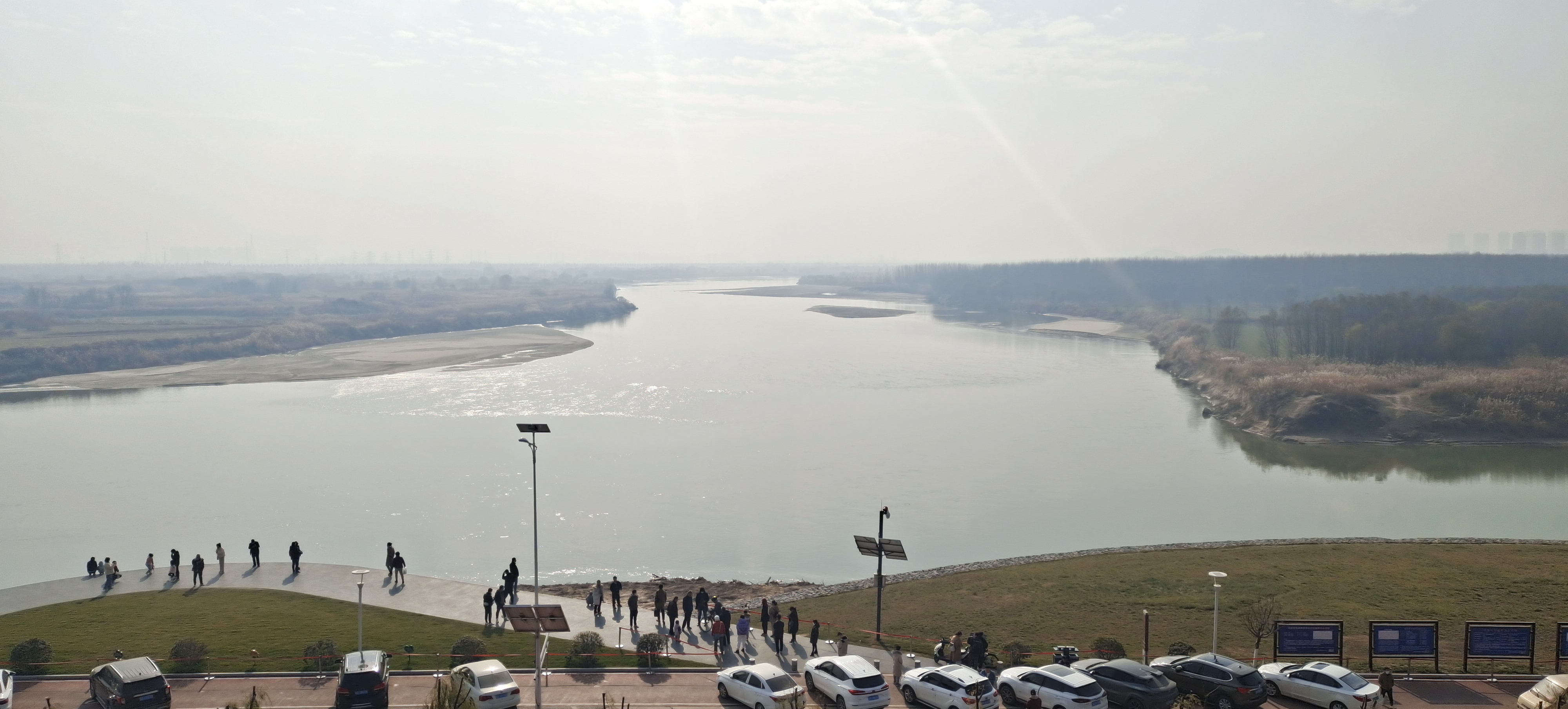
“泾渭分明”景观

“泾渭分明”指在中华人民共和国陕西省西安市高陵区泾河与渭河交界的地方形成的现象与自然景观。在兩河交界處，河面较窄而且較清澈的是泾河，河面宽阔且較渾濁的是渭河。由於渭河流域植被的不斷改善和水土保持工作的成效，涇河和渭河的河水含沙量逐年下降，雖然「涇渭分明」的現象不會消失，但會逐漸減弱。

## 涇河渭河清濁考證

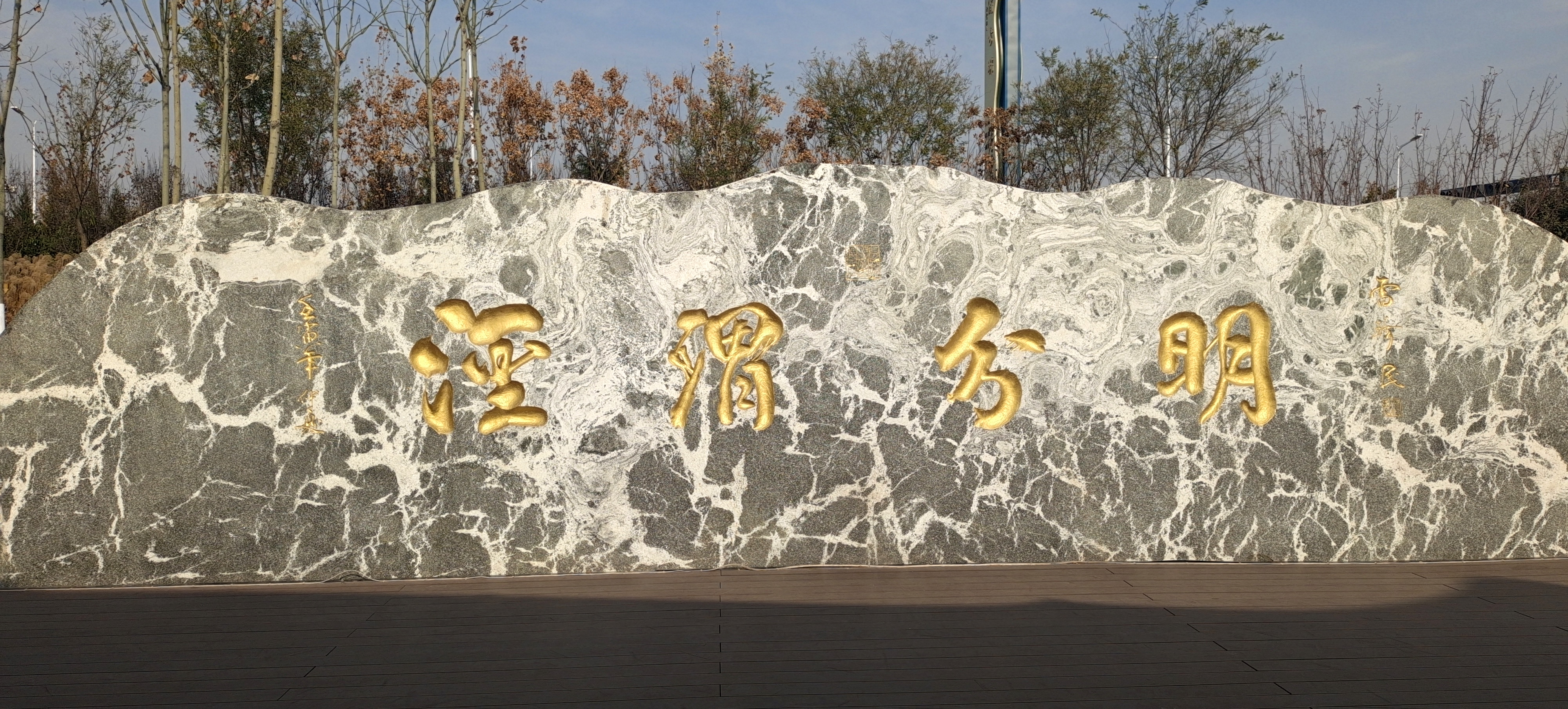

自古以來關於渭河跟涇河，究竟是“涇清渭濁”？還是“涇濁渭清”？學界看法各有分歧，但陝西省作家協會會員，研究涇河的作家李勝靈認為基本上是涇清渭濁，但會隨著人為以及自然等不同因素而有所改變。
像西周時期，渭河下游就已發展為農業較發達地區，森林面積逐漸縮小，土壤自然容易受到地表徑流的侵蝕，雖然這種現像只限於渭河的下游地區，但已經影響到渭河整體的清澈。而當時的涇河流域，居住在上游的戎人還過著原始的游牧生活，土壤侵蝕較少，因而涇清渭濁。
到了北魏後期涇河上游陸續增置郡縣，西魏時又先後在涇河大支流馬蓮河流域設置朔州等三個州。隋、唐兩朝，涇河上游人口皆較渭河上游稠密，農業耕耘對土壤的侵蝕十分明顯，而唐朝的渭河流域由於吐蕃不斷騷擾，人口顯著減少，原來的森林得已保存，於是又變成涇濁渭清。
唐朝後期，涇河流域除接近源頭的段落以外，其他已經下切到前第三紀基岩。也就是說涇河的河床是石頭底，所以涇河平時是沒有泥沙的。涇河泥沙含量大，集中在雨季和汛期，通過侵蝕黃土高原而獲得大量泥沙。因此，若非大雨、暴雨之時，河旁山坡沒有被侵蝕的土壤隨水流下，則涇河中所含的泥沙就比較少些。但是渭河流域的情況卻大不相同。渭河流淌在沖積平原上，既沖刷，又淤積，河床是自己堆積製造的，可以自己給自己供沙。唐朝中葉，大量採伐導致長安城中所需用的巨木，已經開始要遠求之於呂梁山西黃河兩岸。到了北宋，岐山的森林已被摧毀無餘，只剩下一條赭色的土山。由於岐山以西的秦、隴兩州山林尚相當茂盛，因而也成了採伐的集中地。渭河上游的森林基本消失，於是又再度變成涇清渭濁。
另外，促使唐朝以後渭河轉濁也和當地降水量的變遷有一定關係。從《陝西省自然災害史料》記載的資料顯示，由北宋初年到清朝末年，涇河上游的大雨、暴雨僅有14次，渭河上游則為38次。大雨、暴雨次數多，土壤侵蝕必然嚴重，泥沙順水流下，增加河水的渾濁程度。